# 宜豊県
宜豊県（ぎほう-けん）は中華人民共和国江西省宜春市に位置する県。

## 歴史
三国時代の呉の時代に建成県より宜豊県を設置したが、後に再び建成県に編入された。981年（太平興国6年）、旧宜豊県の地に新昌県が設置された。1914年、浙江省にも新昌県があることから、旧名の宜豊県に改められた。

## 行政区画
- 鎮:新昌鎮、澄塘鎮、棠浦鎮、新荘鎮、潭山鎮、芳渓鎮、石市鎮、黄崗鎮、黄墾鎮
- 郷:花橋郷、同安郷、天宝郷、橋西郷

## 交通

### 道路
- 高速道路
  - 大広高速道路
  - S38 昌栗高速道路
  - S40 昌銅高速道路
  - S81 万宜高速道路
- 国道
  - G320国道

## 風景名勝
- 天宝郷天宝村：江西省歴史文化名村
- 洞山普利禅寺——曹洞宗祖庭（本山天童寺）
- 黄檗山黄蘗禅寺——臨済宗祖庭（本山臨済寺）